# António José Seguro
António José Martins Seguro, né le 11 mars 1962 à Penamacor, est un homme politique portugais, membre du Parti socialiste (PS).

## Biographie

### Formation et carrière
Après avoir entrepris d'étudier l'organisation et la gestion des entreprises à l'institut supérieur des sciences du travail et de l'entreprise (ISCTE), il entre à l'université autonome de Lisbonne, où il obtient une licence de relations internationales.

### Débuts en politique
Il est élu député à l'Assemblée de la République en 1991, et entre au gouvernement quatre ans plus tard, comme secrétaire d'État à la Jeunesse.

### Ascension
En 1999, il est élu député au Parlement européen, mais revient au Portugal le 4 juillet 2001 pour devenir ministre adjoint au Premier ministre, António Guterres. Réélu député en 2002, il prend en 2004 la présidence du groupe parlementaire du PS. À la suite des élections législatives de 2005, il est désigné président de la commission parlementaire de l'Éducation, avant d'être porté à la tête de la commission des Affaires économiques après le scrutin de 2009.

### Secrétaire général du PS
À la suite de la défaite du PS aux élections législatives anticipées du 5 juin 2011, José Sócrates démissionne de la direction du PS. Seguro et Francisco Assis, président du groupe parlementaire, se présentent alors à sa succession. À l'issue du scrutin, organisé les 22 et 23 juillet, Seguro l'emporte largement 67,9 % des suffrages exprimés. Il devient de facto le chef de l'opposition. Il est réélu le 13 avril 2013 par 96,5 % des voix, avec un taux de participation de plus de 62 %.
Du fait du résultat décevant des socialistes aux élections européennes du 25 mai 2014, le maire de Lisbonne António Costa demande la tenue d'un congrès extraordinaire. Lui opposant un refus, António José Seguro annonce le 31 mai la convocation d'élections primaires ouvertes aux sympathisants pour choisir le chef de file du parti aux prochaines législatives. Lors de ce scrutin, il totalise seulement 55 239 suffrages sur 174 516, soit 31,65 % ; assumant les conséquences de cette déroute, il démissionne de la direction du parti, dont l'intérim est repris par la présidente Maria de Belém Roseira.